# Administración General de Transporte Fluvial
La Administración General de Transporte Fluvial (ATF) fue un ente estatal de Argentina.

## Historia
Creada en 1945, se encargó del transporte a través del río Paraná y Paraguay, con una nutrida dotación de remolcadores y barcazas. Realizó transporte recogiendo carga recibida del ferrocarril para llevar a los puertos del Paraná, ahorrando días de viaje al tren a los cruces con ferry. Este sistema generó perjuicio económico a la administración pero igualmente continuó en beneficio de los ferrocarriles Belgrano, Mitre y Urquiza.
La administración general de Transporte Fluvial desapareció en 1958 al ser fusionada con la Flota Argentina de Navegación Fluvial (FANF), creando la Flota Fluvial del Estado Argentino (FFEA).